# Free Woman
"Free Woman" là một bài hát của ca sĩ-nhạc sĩ người Mỹ Lady Gaga thu âm cho album phòng thu thứ sáu của cô, Chromatica.

## Danh sách track
Tải nhạc và streaming (Honey Dijon Realness Remix)
1. "Free Woman" (Honey Dijon Realness Remix Edit) – 3:31
2. "Free Woman" (Honey Dijon Realness Remix) – 6:46

## Bảng xếp hạng
| Bảng xếp hạng (2020)                              | Vị trí cao nhất |
| ------------------------------------------------- | --------------- |
| Australia (ARIA)                                  | 75              |
| Canada (Canadian Hot 100)                         | 80              |
| Pháp (SNEP)                                       | 143             |
| Hungary (Single Top 40)                           | 28              |
| Lithuania (AGATA)                                 | 89              |
| New Zealand Hot Singles Chart                     | 6               |
| Bồ Đào Nha (AFP)                                  | 100             |
| Thụy Điển (Sverigetopplistan)                     | 93              |
| Hoa Kỳ Bubbling Under Hot 100 Singles (Billboard) | 2               |
| Hoa Kỳ Hot Dance/Electronic Songs (Billboard)     | 10              |
| US Rolling Stone Top 100                          | 92              |

| Bảng xếp hạng (2020)                      | Vị trí |
| ----------------------------------------- | ------ |
| US Hot Dance/Electronic Songs (Billboard) | 32     |

## Lịch sử phát hành
| Vùng    | Ngày                | Định dạng                  | Phiên bản                  | Nhãn       |
| ------- | ------------------- | -------------------------- | -------------------------- | ---------- |
| Various | 28 tháng 8 năm 2020 | Digital download streaming | Honey Dijon Realness remix | Interscope |